# Nerax poecilolamprus
Nerax poecilolamprus là một loài ruồi trong họ Asilidae. Nerax poecilolamprus được James miêu tả năm 1953. Loài này phân bố ở vùng Tân nhiệt đới.